# Zarębów
Zarębów – osada w Polsce położona w województwie łódzkim, w powiecie kutnowskim, w gminie Żychlin.
W latach 1975–1998 miejscowość administracyjnie należała do województwa płockiego.

## Zabytki
Według rejestru zabytków Narodowego Instytutu Dziedzictwa na listę zabytków wpisane są obiekty:
- zespół dworski, XIX/XX, nr rej.: 599 z 29.12.1988:
  - dwór
  - kaplica
  - spichlerz
  - park